# Simon Wright
Simon Wright (ur. 19 czerwca 1963 w Oldham), brytyjski muzyk, perkusista. 
Karierę rozpoczął w zespole Tora Tora, następnie grał w formacjach A II Z i Tytan. Od 1983 członek AC/DC; przez sześć lat w zespole nagrał trzy albumy: "Fly On The Wall", "Who Made Who" i "Blow Up Your Video". Odszedł z zespołu do grupy Dio (1989), z którą nagrał w 1990 krążek Lock Up the Wolves. W 1990 Dio rozwiązał zespół. W latach 90. Simon Wright grał z Rhino Bucket (album Pain z 1994), Johnem Norumem, Mogg/Way i UFO. Powrócił do Dio w 2000 i był członkiem tego zespołu do 2010 roku.

## Wybrana dyskografia
- Numbers from the Beast: An All Star Salute to Iron Maiden (2005, Rykodisc)[1]